# Воображаемое (Лакан)
Воображаемое (фр. Imaginaire) — термин психоаналитической теории Жака Лакана. Порядок Воображаемого, наряду с Символическим и Реальным, составляет один из элементов, выделенных Лаканом в его попытке провести различие между элементарными регистрами, составляющими измерения человеческого существования. Эти три термина развивались Лаканом постепенно в ходе эволюции его мысли, и воображаемое возникло первым, задолго до римского доклада 1953 года, в котором на передний план вышло понятие символического.
В соответствии с этими тремя понятиями, лакановское творчество принято делить на три периода: Воображаемое (1936—1952), Символическое (1953—1962) и Реальное (1963—1981). Во время первого из них Лакан рассматривал imago как специфический предмет изучения психологии, а идентификацию как фундаментальный психический процесс. Воображаемое выступало в качестве измерения образов, сознательных или бессознательных, воспринятых или воображённых. Наиболее пристальное внимание Воображаемому Лакан уделял в течение двух десятилетий, последовавших за выходом его «Стадии зеркала» в 1936 году.
Основа порядка Воображаемого лежит в формировании Я на этапе стадии зеркала. Выражая Я подобным образом, категория воображаемого обеспечила теоретический фундамент для полемики, которую Лакан впоследствии вёл с эго-психологией. Поскольку Я формируется в процессе опознавания зеркального образа-копии, существенной частью воображаемого становится идентификация. Отношение, посредством которого Я конституируется в идентификации, становится местом отчуждения, которое есть ещё одна особенность воображаемого. И отношение это носит фундаментально нарциссический характер. Так, Лакан пишет о «разных фазах воображаемой, нарциссической, зеркальной идентификации — все эти три прилагательных здесь синонимичны», — составляющих собою историю Я.
Если «Воображаемое, Символическое и Реальное — это несвятая троица, члены которой могут быть с лёгкостью названы Обманом, Отсутствием и Невозможностью», то Воображаемое — царство поверхностных явлений, которые по природе своей обманчивы, есть обман.

## Расчленённое тело
Для Лакана движущей силой, лежащей в основе конституирования Я как образа-отражения является предшествующий опыт фантазии о расчленённом теле. Лакан, первый из французов, открывший работы Мелани Кляйн, хотя и не был её последователем, явно соотносил свои идеи о пугающей и регрессивной фантазии расчленённого тела с рассмотрением паранойи у Кляйн. Описанная Кляйн специфическая фантазия о нечто внутри человека, что пытается разорвать его на части и тем самым убить была для Лакана продолжением фантазий, распространяющимся от образа расчленённого тела к представлению о защите в виде отчуждённой идентичности — к Я как идентификации Другого, как «Обман».

## Воображаемое и Символическое
С возрастанием роли Символического в работах Лакана после 1953 года Воображаемое начинает рассматриваться в несколько ином свете, а именно как структурированное порядком Символического. Лакан всё ещё говорит о том, что «расчленённое тело находит своё единство в образе Другого … [или] в его собственном отражении». Но его анализ больше не состоит в том, чтобы «округлить это Я, придать ему сферическую форму, куда окажутся без остатка интегрированы им все его разрозненные, фрагментарные состояния, его разбросанные члены, его прегенитальные этапы, его частичные влечения». Вместо этого он говорит о том, что «направляющая инстанция находится по ту сторону воображаемого, на уровне символической плоскости».
Кроме того, для Лакана стало очевидным, что воображаемое включает в себя лингвистическое измерение: поскольку означающее является основанием символического, означаемое и процесс означивания принадлежит воображаемому. Таким образом язык обладает одновременно символическим и воображаемым аспектами: «сами слова подвергаются символическим убыткам и завершают воображаемые акты, субъектом которых выступает пациент… Таким образом речь может стать воображаемым или даже реальным объектом».
Для Лакана в 1950-е годы «весь аналитический опыт разворачивается на стыке воображаемого и символического», причём последнее оказывается центральной точкой роста — «цель анализа невротиков заключается в устранении интерференции в символических отношениях, порождённых воображаемыми отношениями … в устранении воображаемых идентификаций». Воображаемое было проблемой, а Символическое — её решением: «весь сегмент аналитического опыта есть не что иное как исследование тёмных закоулков воображаемого опыта». Таким образом, «в дезинтеграции воображаемого единства, конституированного посредством Я, в котором субъект находит означающий материал своих симптомов» заключается «кризис идентичности … [когда] распадается система ложного Я»[прояснить].

## Воображаемое у позднего Лакана
Как доминирование Воображаемого у раннего Лакана сменилось после его Римского доклада доминированием Символического, так же и Символическое к концу 1960-х в свою очередь уступило место Реальному. С этих пор Лакан все меньше роли отводит эдипову комплексу, рассматриваемому им как мифологическая, а следовательно, воображаемая версия бессознательной организации.
Тем не менее, Лакан продолжал утверждать, что «цель моего учения … диссоциировать … принадлежащее воображаемому и … символическому». Лакан предлагает метафору борромеевых колец, в которой, как он полагал, выражается топологическое соответствие взаимопересечения Воображаемого, Символического и Реального. «Лакановский семинар был временами лишь немногим большим, чем молчаливой демонстрацией свойств сцеплённых узлов, иллюстрировавших взаимоперекрывание реального, символического и воображаемого».

## Воображаемое и французская культура
Использование воображаемого как субстантивированного прилагательного может быть «прослежено к работам Андре Жида … [и] возможно было введено в широкий оборот сартровским L’Imaginaire». У Лакана Воображаемое стало практически всепоглощающим интерпретативным механизмом. Так, Рене Жирар с сожалением замечал, что для последователей Лакана «всё что я называю миметическим, соответствует … захваченному l’imaginaire».
По мере распространения лакановского учения, термин Воображаемое проник в более широкую философскую культуру. Так, Жиль Делёз определяет воображаемое как «игру отражения, размножения, перевёрнутой идентификации и проекции, всякий раз в виде удвоения».